# Charles Grimes
Charles Livingston Grimes (Washington, 9 luglio 1935 – New York, 5 febbraio 2007) è stato un canottiere statunitense.

## Palmarès
Olimpiadi
- 1 medaglia:
  - 1 oro (otto maschile a Melbourne 1956).